# Karl Kellner (Chemiker)

Karl Kellner

Karl Kellner (eigentlich Carl August Kellner; * 8. September 1850 in Wien; † 7. Juni 1905 ebenda) war ein österreichischer Chemiker, Industrieller, Erfinder, Freimaurer und Okkultist.
Nach ihm ist das Ritter-Kellner-Verfahren zur Zellulosegewinnung benannt und das Castner-Kellner-Verfahren in der Chloralkalielektrolyse und das gleichnamige Verfahren zur Herstellung von Natriumcyanid (beide unabhängig von Hamilton Castner entwickelt). Er besaß mehr als achtzig Patente (etwa für Glühlampen oder Farbfotografie). Er studierte in Wien und Paris, über einen Studien-Abschluss ist aber nichts bekannt. Er war ein begeisterter Bergsteiger und guter Fechter.

## Leben und Wirken
Während seiner Arbeit in einem Wiener Privatlaboratorium machte Kellner bereits im Alter von 22 Jahren jene entscheidenden Beobachtungen, die nach seinem 1876 erfolgten Eintritt in die Fabrik des Julius Hektor Ritter Freiherrn von Záhony (1816–1878) in Podgora bei Görz in dem nach ihm und Ritter benannten und binnen Kurzem von zahlreichen Papierfabriken in Verwendung genommenen Sulfit-Zelluloseverfahren (Patente von 1884) gipfelten. Das Sulfitverfahren war allerdings schon 1866 in den USA von Benjamin Chew Tilghman entwickelt worden und vor Kellner von Alexander Mitscherlich und Carl Daniel Ekman industriell umgesetzt worden. Seine Arbeiten zur Holzzellstofffabrikation sowie zum Bleichen der Zellulose führten ihn in der Folge zur Elektrochemie, einem Gebiet, das ihm ebenfalls die Ausarbeitung wertvoller technischer Verfahren verdankt (Elektrochemisches Bleichverfahren, Castner-Kellner-Verfahren u. a.). Das Castner-Kellner Verfahren hatte er unabhängig von Hamilton Castner entwickelt, beide taten sich aber danach zusammen, um Patentstreitigkeiten zu vermeiden. 

Karl Kellners 1896 vom Architekten Max Fabiani umgebaute Wiener Villa, Hohe Warte 29.

Als die Freiherr-Ritter-Zahony’schen Fabriken in andere Hände übergingen (Kellner leitete selbst den Verkauf), wandte er sich der Gründung eigener Unternehmungen zu. Die mit dem englischen Papierindustriellen Edward Partington (1836–1925) 1889 gegründete und nach den Patenten Kellners für das elektrochemische Bleichverfahren arbeitende The Kellner-Partington Paper Pulp Co. Ltd. errichtete Fabriken in verschiedenen Ländern, unter anderem zu Beginn der 1890er Jahre ein Werk in Hallein bei Salzburg (heute AustroCel Hallein GmbH). Eine zweite, von Kellner mit Hamilton Castner gegründete Gesellschaft, The Castner-Kellner Alkali Co., baute in England die damals größte Anlage der Welt zur Chloralkalielektrolyse. Das von Kellner ins Leben gerufene Syndikat Dr. Kellner errichtete in Jajce (Bosnien) eine elektrochemische Fabrik, die nach seinem Verfahren Chlorkalk und Ätznatron erzeugte. Kellner befasste sich auch mit technischen Erfindungen auf verschiedenen anderen Gebieten, wie Gewinnung von Gespinstfasern, Beleuchtung, Fotografie, künstliche Edelsteine u. a.
Am 29. Juni 1873 wurde Karl Kellner in der Loge Humanitas in Neudörfl a. d. Leitha (einer sogenannten „Grenzloge“ für die Wiener Mitglieder) als Freimaurer aufgenommen und am 23. November 1873 zum Gesellen befördert, aber bereits am 13. Mai 1875 „wegen Nichteinhaltung der freimaurerischen Verpflichtungen“ wieder aus der Loge ausgeschlossen. Auf ausgedehnten Reisen durch Europa, Amerika und Vorderasien will er nach seinen eigenen Angaben mit drei Adepten (einem Sufi, Soliman ben Aifa, und zwei hinduistischen Tantrikern, Bhima Sena Pratapa aus Lahore und Sri Mahatma Agamya Paramahamsa) sowie einer Organisation namens Hermetic Brotherhood of Light in Berührung gekommen sein. Diese Begegnungen sind jedoch ohne Belege. 1885 begegnete Kellner Franz Hartmann, einem gelehrten Theosophen und Rosenkreuzer.
1895 begann Kellner seine Idee der Gründung einer Academia Masonica mit Theodor Reuß unter dem Namen Orientalischer Templerorden zu besprechen. Ein innerer Kreis, der eigentliche O.T.O., sollte in seinem Aufbau auf die höchsten Grade des freimaurerischen Memphis-Misraïm-Ritus aufgesetzt werden. Dort sollten die Lehren der Hermetic Brotherhood of Light sowie Kellners eigene Ideen zur freimaurerischen Symbolik gelehrt werden.

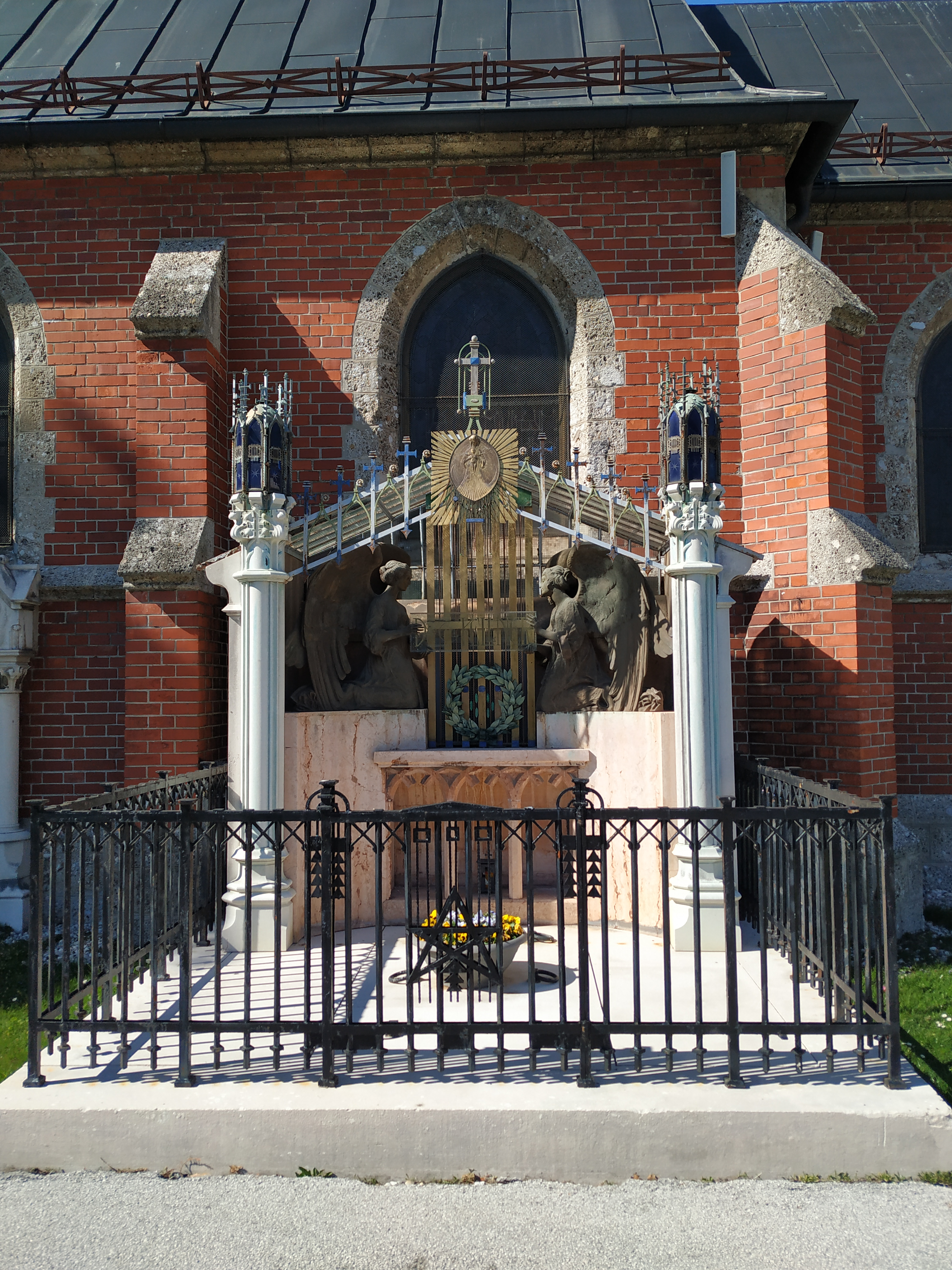
Grabmal Kellners auf dem Friedhof Hallein

Nach Peter-Robert König soll er der Ideenlieferant des OTO-Phänomens unter dem Ordensnamen „Renatus“ gewesen sein. Seine Ernennung am 27. Dezember 1903 zum „Ehren-General-Großmeister in Großbritannien und Deutschland, 33°, 90°, 96°“ ist nicht sicher belegt; Sigrid Plutzar, die Urenkelin Kellners, stellte im März 1999 dessen andere Seite als nicht bewiesen dar.
Karl Kellner war seit 1885 mit Marie Delorme verheiratet und hatte mit ihr vier Kinder. 
In seinem letzten Lebensjahr überstand Kellner eine schwere Blutvergiftung. Kurz nach einer Ägyptenreise verstarb er am 7. Juni 1905 in seiner (heute nicht mehr bestehenden) Villa Hohe Warte 29, Wien-Döbling, an Herzstillstand. Karl Kellner, Ehrenbürger der Stadt Hallein, wurde am 10. Juni 1905 auf dem Friedhof der Marktgemeinde Oberalm, Bezirk Hallein, bestattet. 1907 wurde er exhumiert und in München in einem Krematorium eingeäschert. Seine Urne befindet sich seitdem in einem Ehrengrab auf dem Friedhof Hallein.

## Schriften
- Yoga. Eine Skizze über den psycho-physiologischen Teil der alten indischen Yogalehre. Kastner & Lossen, München 1896. Nachdruck in: Josef Dvorak: Satanismus. Geschichte und Gegenwart. Eichborn, Frankfurt am Main 1989, ISBN 3-8218-0402-5.